# John Donnelly Fage
Pour les articles homonymes, voir Fage.
John Donnelly Fage, né le 3 juin 1921 à Teddington (Middlesex) et décédé le 6 août 2002 à Machynlleth (Pays de Galles), est un historien britannique connu pour ses travaux sur l’histoire africaine. Il est l'auteur de plusieurs ouvrages de référence, tels que A Short history of Africa, dirigea l'édition de la monumentale Cambridge History of Africa et fonda le Journal of African History, en collaboration avec Roland Oliver.

## Biographie
John D. Fage fait ses études au Magdalene College de Cambridge où il soutient en 1949 une thèse (Ph. D.) intitulée The achievement of self-government in Southern Rhodesia, 1898-1923. Puis il obtient son premier poste au University College of Gold Coast d'Accra – aujourd'hui Université du Ghana – qui vient d'être créé en 1948, et enseigne alors pendant une dizaine d'années au Ghana (1949-1959).
En 1959 il retourne en Angleterre. De 1959 à 1963 il est en poste à l'Université de Londres, à la School of Oriental and African Studies (SOAS). Puis il part à l'Université de  Birmingham où il fonde le Centre of West African Studies (CWAS). Il y est très actif pendant une vingtaine d'années et y occupe également plusieurs fonctions administratives, dont celle de vice-président.

## Sélection d'ouvrages
La plupart de ces titres ont fait l'objet de plusieurs rééditions et/ou traductions.
- An introduction to the history of West Africa (1955)
- An atlas of African history (1958)
- A short history of Africa (en collaboration avec Roland Oliver, 1962)
- Ghana : a historical interpretation (1966)
- The Cambridge history of Africa (en collaboration avec Roland Oliver, 8 volumes, 1975)